# Saxo Grammaticus
Saxo Grammaticus (ca. 1160 – efter 1208) - hans døbenavn, Sakse (latiniseret til "Saxo") var et almindeligt navn i middelalderens Danmark - var en dansk lærd, skriver og historiker. Jyske Krønike oplyser, at Saxo blev født på Sjælland. Hans latinske tilnavn "Grammaticus" (= den lærde) blev først tillagt ham i Jyske Krønike fra omkring år 1342, hvor også et sammendrag af Gesta Danorum, kaldet Compendium Saxonis, er inkluderet. Den ældre del af Chronica Sialandie (= Sjællandske Krønike) kalder ham Saxo cognomine Longus (= Sakse med tilnavnet den lange).

## Liv og virke
Saxo omtales i Absalons testamente som klerk, men Sven Aggesen kalder ham contubernal (= hirdfælle). Saxo virker heller ikke kirkeligt anlagt; blandt hans dyder er ikke ydmyghed, men tapperhed og hirdmandens ære. Om Absalon skrev Saxo, at han som biskop optrådte mere som en pirat end som pontifex. I sine vers efterlignede han Vergil, Horatius og Prudentius. Saxos latin er så brillant, at det i sig selv forhindrede nogen større udbredelse af hans værker i middelalderen - men sandsynligvis er ophav til hans tilnavn "Grammaticus".
Hans elegante og klassiske latin kunne tyde på, at han har fået sin uddannelse uden for Danmark måske i en fransk klosterskole.
I sit hovedværk Gesta Danorum (= Danernes bedrifter) nævner han selv, at både hans far og farfar havde tjent som krigere under kong Valdemar 1. den Store, og at han kunne ønske sig at tjene Valdemar 2. Sejr men helst på en mere åndelig måde. Som medlem af ærkebispens stab må han have været bosat i Lund. I sit testamente eftergav Absalon ham en beskeden gæld på to og en halv mærker sølv men bad ham om at tilbagelevere to håndskrifter, han havde lånt fra Sorø kloster. Disse to håndskrifter er kendt i dag. Det ene med skrifter af den romerske historiker Justinus er i dag at finde i Det Kongelige Bibliotek med påskriften: Liber sancte Marie de Sora per manum Absalonis Archiepiscopi (= Tilhører Skt. Marie kloster i Sorø, gave fra ærkebiskop Absalon). Det andet med samme påskrift er gået tabt. Det indeholdt skrifter af den romerske forfatter Valerius Maximus. Begge disse skribenter var Saxos vigtigste stilistiske forbilleder for prosa. Absalon kalder ham clericus, som kan oversættes både med "præst", "gejstlig", "klerk" eller "sekretær". Han efterlod sig seksten håndskrifter, Gesta Danorum; i Jørgen Olriks danske oversættelse Sakses Danesaga.

## Gesta Danorum
Saxos værk var i seksten håndskrevne bind, trykt i 1514. Ældre forskning gik ud fra, at Saxo byggede sine beskrivelser på sagnstof i de første ni bind. Det gjorde Gesta Danorum til et supplement til Eddadigtningen. Men Saxo videregiver faktiske overleveringer mindst fra det tredje bind. Han er tendentiøs og tilbøjelig til at forklare uforståelige forhold med henvisning til gudernes indgriben.

## Inspiration
William Shakespeare skabte sin tragedie Hamlet ud fra "Amletus" (dansk: Amlet, Amleth eller Amled) i Gesta Danorum. Der er dog tvivl, om Shakespeare havde læst Saxos beretning om Amlet eller en gendigtning af den.